# チグミット山脈
チグミット山脈（チグミットさんみゃく、英語: Chigmit Mountains）とは、アメリカ合衆国アラスカ州のキナイペニンシュラ郡とレイクアンドペニンシュラ郡に属し、アリューシャン山脈の一部を構成している山脈である。

## 地理
- アンカレッジのクック湾から約200kmの南西の西にあり、アリューシャン列島の北東部にある。
- チグミット山脈は、北にトードリロ山脈、南西にニコラ山脈に囲まれている。

### 地質
アリューシャン山脈のほとんどと同じ成層火山でできている。
主な山として、リダウト山とイリアムナ山がある。

## 交通
クック湾から入り、主要な町はキナイ半島の西側にあるキナイとホーマーである。